# Emden (Illinois)
Emden és una vila a l'estat d'Illinois. Segons el cens del 2000 tenia 515 habitants.

## Demografia
Segons el cens del 2000, Emden tenia 515 habitants, 216 habitatges, i 147 famílies. La densitat de població era de 864,5 habitants/km².
Dels 216 habitatges en un 29,6% hi vivien nens de menys de 18 anys, en un 57,4% hi vivien parelles casades, en un 7,9% dones solteres, i en un 31,9% no eren unitats familiars. En el 29,2% dels habitatges hi vivien persones soles el 19,9% de les quals corresponia a persones de 65 anys o més que vivien soles. El nombre mitjà de persones vivint en cada habitatge era de 2,38 i el nombre mitjà de persones que vivien en cada família era de 2,9.
Per edats la població es repartia de la següent manera: un 25,2% tenia menys de 18 anys, un 7,8% entre 18 i 24, un 24,9% entre 25 i 44, un 18,1% de 45 a 60 i un 24,1% 65 anys o més.
L'edat mediana era de 40 anys. Per cada 100 dones de 18 o més anys hi havia 85,1 homes.
La renda mediana per habitatge era de 36.776 $ i la renda mediana per família de 42.206 $. Els homes tenien una renda mediana de 34.375 $ mentre que les dones 24.688 $. La renda per capita de la població era de 17.082 $. Aproximadament el 4,8% de les famílies i el 6,1% de la població estaven per davall del llindar de pobresa.

## Poblacions més properes
El següent diagrama mostra les poblacions més properes.